# Cecil Park
Cecil Park är en del av en befolkad plats i Australien. Den är belägen i kommunen Fairfield och delstaten New South Wales, i den sydöstra delen av landet, omkring 34 kilometer väster om delstatshuvudstaden Sydney. Antalet invånare är 1 477.
Runt Cecil Park är det tätbefolkat, med 427 invånare per kvadratkilometer.. Närmaste större samhälle är Blacktown, omkring 14 kilometer nordost om Cecil Park. 
I omgivningarna runt Cecil Park växer huvudsakligen savannskog. Genomsnittlig årsnederbörd är 1 267 millimeter. Den regnigaste månaden är februari, med i genomsnitt 216 mm nederbörd, och den torraste är juli, med 25 mm nederbörd.